# 1956 Артек
1956 Арте́к (1969 TX1, 1975 TA6, 1956 Artek) — астероїд головного поясу, відкритий 8 жовтня 1969 року.
Тіссеранів параметр щодо Юпітера — 3,185.